# Loughborough
Loughborough (pronunciación en inglés: /ˈlʌfbərə/ (escucharⓘ)) es una localidad del Reino Unido situada en el condado inglés de Leicestershire. Según el censo de 2011, tiene una población de 59 932 habitantes.
Es el segundo núcleo urbano más grande de Leicestershire después de su capital, Leicester.
Es la sede del Charnwood Borough Council (Concejo del Municipio de Charnwood).
En la localidad se encuentran la Universidad de Loughborough y la mayor fábrica de campanas del mundo (John Taylor Bellfounders), que realizó las campanas del Carrillón y Memorial de Guerra de Loughbourough (un lugar destacado en el Parque Queens de la localidad) y de la catedral de York.
Al norte de Loughborough está Dishley Grange, el lugar de nacimiento del agricultor revolucionario Robert Bakewell.

## Historia
La primera mención a la localidad apareció en el Domesday Book, en 1086.
En 1841 Loughborough fue el destino del primer paquete turístico, organizado por Thomas Cook para un grupo de Leicester.

## Prensa
El periódico local de Loughborough es el Loughborough Echo. El Leicester Mercury, que cubre todo el condado, también incluye noticias de la ciudad.

## Residentes notables
En Loughborough han nacido Albert Francis Cross, periodista, poeta y escritor que nació en Moor Lane el 9 de mayo de 1863; Nicola Hughes, actriz dos veces nominada al premio Laurence Olivier, y David Neilson, el actor que encarna al personaje Roy Cropper en la telenovela Coronation Street. 
Algunos graduados con notables éxitos deportivos de la Universidad de Loughborough son Sir Clive Woodward, Sebastian Coe, Paula Radcliffe, David Moorcroft, Tanni Grey-Thompson, Monty Panesar, Steve Backley, Jack Kirwan y Lawrie Sánchez.

## Hermanamientos
Loughborough está hermanada con:

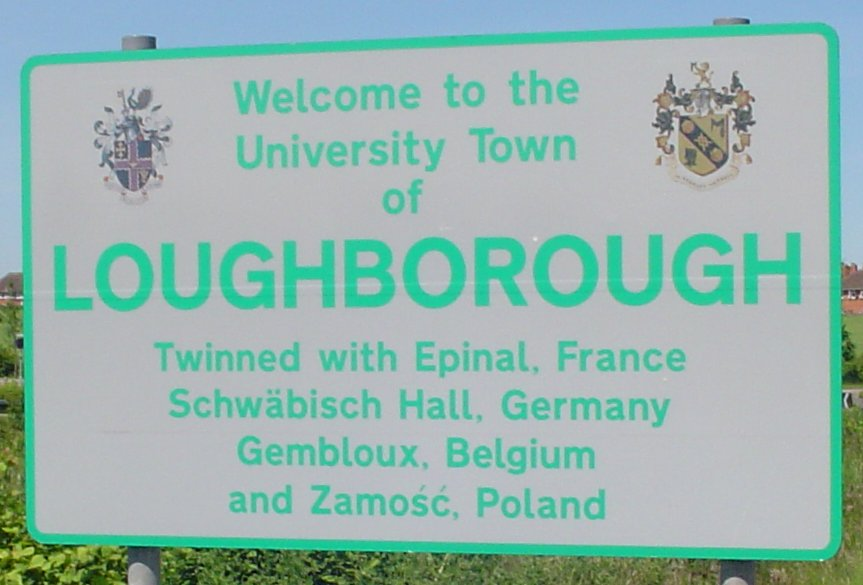
Señal de Loughborough.

| - Épinal, Francia. - Gembloux, Bélgica. - Schwäbisch Hall, Alemania. - Zamość, Polonia. |

También tiene lazos de amistad con la ciudad de Bhavnagar, India.